# Pavlovice u Přerova
Pavlovice u Přerova, bis 1915 Pavlovice (deutsch Pawlowitz, 1939–1945 Paulowitz) ist eine Gemeinde in Tschechien. Sie liegt acht Kilometer östlich von Přerov und gehört zum Okres Přerov.

## Geographie
Pavlovice u Přerova befindet sich in dem zur Podbeskydská pahorkatina (Vorbeskidenhügelland) gehörigen Höhenzug Záhoří auf einer Kuppe über der Mährischen Pforte und dem Hornomoravský úval (Obermährische Senke). Nordöstlich erhebt sich der Přísahanec (333 m) und im Süden die Plazy (Blaseberg, 315 m).
Nachbarorte sind Sušice, Oldřichov und Kudlov im Norden, Nové Dvory, Větřák und Hlinsko im Nordosten, Prusínky und Oprostovice im Osten, Šišma, Lhotsko und Radkova Lhota im Südosten, Hradčany, Domaželice und Čechy im Süden, Podolí, Želatovice und Tučín im Südwesten, Kozlovice im Westen sowie Radslavice im Nordwesten.

## Geschichte
Archäologische Funde belegen eine Besiedlung der Gegend seit dem Jungpaläolithikum. Am Přísahanec befand sich eine Fertigungsstätte von Spaltwerkzeugen der Aurignacienkultur. Weiterhin wurden mehrere Hügelgräber aus der Zeit der Lausitzer Kultur aufgefunden, darunter im nordöstlich des Dorfes gelegenen Wald Pálenina eine Gruppe von 20 Stück und im Wald Záhoří südlich des Ortes weitere drei. Im nördlichen Teil des Záhoří-Waldes wurde zudem auf dem Platz Zámčisko der mittelalterliche Burgstall Hausberk entdeckt.
Die erste schriftliche Erwähnung von Paulowicz erfolgte 1349 in der Olmützer Landtafel, als Smil und Protivec von Paulowicz alle ihre Güter vereinigten. Bereits 1302 ist ein Olmützer Erzdiakon Andreas von Paulowicz nachweislich; jedoch lässt sich kein sicherer Bezug zum Ort herstellen. Zu dieser Zeit bestand bereits eine hölzerne Kirche im Ort. Sie stand neben der durch vom großen Garten Sad umgebenen Feste Kopec. 1355 erhielt der Priester Pardus, ein Sohn des Knappen Nikolaus von Paulowicz, in der Pfarrkirche Paulowicz auf Begehren seines Verwandten, des Bischofs Paul von Harrach die Exspektanz auf das Olmützer Kanonikat. 1358 vereinigten die Brüder Pardus und Lutold von Paulowicz ihre Anteile an den Gütern Paulowicz, Lhota und der Hälfte von Prusínky. Im selben Jahre ist der Priester Pardus noch in einer Mitgiftangelegenheit seiner Schwester Anna und zusammen mit Lutold als Gläubiger von Anna nachweislich. Ein weiterer Bruder Pardus war Havel von Trmačov. Die Besitzungen des Geschlechts von Paulowicz (Pavlovští z Pavlovic) umfassten in der Mitte des 14. Jahrhunderts auch Güter in Knínice, Hvozd, Měrůtky, Tučín und Střížov u Třebíče. 1368 verkaufte der Olmützer Kanoniker Pardus von Paulowicz zusammen mit seinen Neffen die Güter Paulowicz und Prusínky an Johann, Wok und Benesch von Krawarn.
Wok von Krawarn tauschte 1371 Paulowicz, Prusínky und den zugehörigen vier Huben von Tučín bei Ješek Hromada von Horka gegen die Dörfer Paršovice, Valšovice und Rakov ein. Im Jahre 1384 kaufte Mukař von Kokory das Gut Pawlovicz mit Prusínky und Anteilen an Tučín und dem wüsten Dorf Lhota von Ješek Hromada von Sušice. 1446 verkauften die Herren von Kokory Pawlovicz an Heinrich Mojek von Widbach. Er und seine Nachfahren verwendeten fortan das Prädikat Pawlowsky von Widbach. Ab 1499 wurde das Dorf als Pavlovice bezeichnet. Im Jahre 1566 kaufte Hynek Pawlowsky von Widbach die Herrschaft Dřevohostice von Friedrich d. J. von Zierotin auf. Er ließ eine neue Kirche erbauen.
Nach dem Tode von Hyneks Sohn Johann Pawlowsky von Widbach erwarben 1576 Johann und Wilhelm Waneczky von Gemniczky (Vanecký z Jemničky) dessen Güter und schlugen das Gut Pavlovice der Herrschaft Dřevohostice zu. In den 1590er Jahren folgte Karl der Ältere von Zerotein als Besitzer. 1617 verkaufte er die Herrschaft Dřevohostice mit den zugehörigen Dörfern Turovice, Nahošovice, Hradčany, Šišma, Pavlovice, Prusínky, Kladníky, Bezuchov, Oprostovice, Žákovice, Mrlínek, Sovadina, Lhota, Radkovy, Lipová und Křtomil für 95.000 mährische Gulden an Jan Skrbenský von Hříště. Wegen seiner Beteiligung am Ständeaufstand 1618 verlor dieser nach der Schlacht am Weißen Berg seine Güter. Die Herrschaft Dřevohostice wurde an Zdeněk Vojtěch Popel von Lobkowicz verkauft. Zdeněks Sohn Wenzel Eusebius von Lobkowicz veräußerte, nachdem er zuvor mehrere Dörfer an Johann Anton von Rottal verkauft hatte, die verbliebene Herrschaft 1646 an Maximilian von Waldstein, der sie 1649 an den Passauer Hofkanzler Johann Kaltschmidt von Eisenberg weiterverkaufte.
Die Matriken wurden ab 1657 in Dřevohostice und ab 1663 in der eigenen Kirche geführt. 1687 erwarb Johann Burian Ullersdörfer Pavlovice von den Kaltschmidt und schloss das Gut seiner Herrschaft Domaželice an. Diese verkaufte er am 8. November 1692 an Friedrich von Oppersdorff, der im Jahr darauf auch Dřevohostice an sich brachte. Er vereinigte beide Herrschaften zu einer Herrschaft Dřevohostice-Domaželice. Zwischen 1780 und 1781 erfolge auf Veranlassung von Friedrich von Oppersdorff der Bau einer neuen Kirche. Die Dřevohosticer Linie der Grafen von Oppersdorff erlosch 1798 im Mannesstamme. Das Erbe fiel gemeinschaftlich an die Geschwister Antonia von Oppersdorff und Josefine, verheiratete Matuschka von Topolczan. Nachdem Josefine 1799 verstorben war, erbte ihr Witwer Heinrich Bernhard Matuschka und dessen Söhne Eduard, Albrecht und Hermann ihren Anteil. Heinrich Bernhard Matuschka überlebte seine drei Söhne und heiratete schließlich seine Schwägerin Antonia, die 1815 starb. Am 4. November 1820 wurde er alleiniger Besitzer der Herrschaft, die er 1839 an Karl Anton Czeike von Badenfeld verkaufte. Bis zur Mitte des 19. Jahrhunderts blieb Pavlovice nach Dřevohostice untertänig.
Nach der Aufhebung der Patrimonialherrschaften bildete Pavlovice/Pawlowitz ab 1850 eine Gemeinde in der Bezirkshauptmannschaft Holleschau. Ab 1868 gehörte der Ort zum Bezirk Bistritz. 1876 erbte nach dem Tode ihrer Mutter Leonie Skrbenský von Hříště, geborene Czeike von Badenfeld die Güter Domaželice, Dřevohostice und Pavlovice. Sie verkaufte Pavlovice 1878 an den Fabrikanten Alfred Skene. Dieser ließ in den Jahren 1890–1891 das Schloss erbauen. Seit 1895 gehört die Gemeinde zum Bezirk Prerau. Der Gemeindename wurde 1915 zur Unterscheidung von Pavlovice u Kojetína um den amtlichen Zusatz u Přerova erweitert. Prusínky wurde 1960 eingemeindet. 1976 wurden die Gemeinden Hradčany und Šišma dem Örtlichen Nationalausschuss Pavlovice u Přerova angeschlossen. Beide Dörfer wurden 1983 gänzlich eingemeindet, zugleich verlor Prusínky den Status eines Ortsteils. Hradčany und Šišma lösten sich 1990 wieder los. Ethnographisch gehört der Ort zur Hanna-Region Záhoří.

## Gemeindegliederung
Für die Gemeinde Pavlovice u Přerova sind keine Ortsteile ausgewiesen. Zu Pavlovice u Přerova gehört die Ansiedlung Prusínky (Prusinek, 1939–1945 Preußenhof).

## Sehenswürdigkeiten
- Schloss Pavlovice, der dreiflügelige neugotische Bau mit zwei Ecktürmen entstand 1890–1891 durch die Wiener Bauunternehmung Fellner & Helmer für Alfred II. Skene. Es ist von einem englischen Park umgeben, in dem sich eine künstliche Ruine befindet, in der die Ordensschwestern 1958 eine Herz-Jesu-Kapelle errichteten. Der Eingang zum Schlossgelände führt durch einen neugotischen Torturm mit mechanischem Uhrwerk. Nachdem Alfred III. Skene 1946 im Přerover Krankenhaus verstorben war, wurde das Schloss Ordensschwestern übergeben. Das Schloss dient heute als Altersheim Domov Alfréda Skeneho.
- Kirche des hl. Ägidius, erbaut 1885–1886 auf Veranlassung von Alfred Skene, nachdem sich in dem reichlich hundert Jahre zuvor errichteten Vorgängerbau bedenkliche Risse gezeigt hatten; in ihr befinden sich Grabmäler des Geschlechts Pawlowsky von Widbach.
- Grabstätte der Familie Skene auf dem  Friedhof
- Teich Panský rybník
- barocke Statue des hl. Johannes von Nepomuk aus dem Jahre 1727, linksseitig der Stiege zur Kirche
- barocke Statue des hl. Johannes von Sarkander, geschaffen 1729, rechtsseitig der Stiege zur Kirche
- barocke Statue des hl. Franz Seraph, geschaffen 1725, am nördlichen Ortsausgang am Abzweig zum Schloss
- barocke Statue des hl. Sebastian, geschaffen 1726, am westlichen Ortsausgang am Weg nach Radslavice
- Friedhofskapelle, erbaut 1854
- barocke Statue der Jungfrau Maria vom Svatý Kopeček, geschaffen 1725, an der Schule
- Kreuz an der Straße nach Tučín, geschaffen 1774
- Glockenturm  mit Altar der hl. Kyrill und Method in Prusínky

## Persönlichkeiten
- Jan Jiří Ignác Středovský (1679–1713), katholischer Priester, Historiker und Urkundensammler; er lebte und verstarb in Pavlovice
- Alfred Skene, ab 1909 Freiherr von Skene (1849–1917), Großgrundbesitzer und Industrieller, er förderte das Wohl der Gemeinde